# John Textor
Pour les articles homonymes, voir Textor.
John Textor, né le 30 septembre 1965 à Kirksville (Missouri, États-Unis), est un homme d'affaires américain.
Il exerce ses activités dans différents domaines : création du Championnat du monde de snowboard en Colombie-Britannique, activités bancaires en ligne, activités digitales, etc. Il a été directeur général du service de vidéo à la demande fuboTV.

## Biographie

### Jeunesse
John Textor est né en 1965 au sein de la famille du Pont. Il est né d’une mère française et d’un père américain. Textor explique avoir grandi dans une famille de la classe moyenne dans la région de Palm Beach en Floride, tout en passant ses étés à travailler pour des sociétés de livraison.
Il a participé à des compétitions de skateboard freestyle en Floride au sein de l'équipe de Sims Skateboards.
En 1987, il sort diplômé d'un master en économie de l'université Wesleyenne dans le Connecticut.

### Carrière
Entre 2006 et 2012, il dirige la société Digital Domain, qui remporte en 2008 un Oscar pour les effets spéciaux de L’Étrange Histoire de Benjamin Button.
Il quitte Digital Domain pour créer Pulse Evolution, qui est à l'origine de l’hologramme de Michael Jackson pour les Billboard Music Awards de 2014.

### Football

#### Actionnariat
Il est actionnaire majoritaire de Botafogo (90 %) et actionnaire de Crystal Palace(40 %) et du RWD Molenbeek(100 %).
En décembre 2022, il devient l'actionnaire majoritaire de l'Olympique lyonnais (77,49 %).
En 2024, il échoue à prendre le contrôle du club anglais Everton F.C.

#### Présidence de l'Olympique lyonnais
Actionnaire majoritaire de l'Olympique lyonnais, il prend la présidence du club le 5 mai 2023, en remplacement de Jean-Michel Aulas.
En conflit avec Nasser Al-Khelaïfi, il accuse le 7 avril 2025 le PSG d’avoir poussé DAZN à retirer une vidéo envoyée pour l’émission DLZ sur DAZN. 
Malgré la qualification sportive du club pour la coupe d'Europe en 2024 et 2025, sa présidence est marquée par des tensions avec les supporters. En effet, le club est dans une situation financière délicate. En octobre 2024, l’autorité française chargée de surveiller les finances des clubs de football, la DNCG, a annoncé la rétrogradation provisoire du club de la Ligue 1 à la Ligue 2, en raison d’une mauvaise gestion financière et d’une dette d’environ 200 millions de livres sterling. 
Le 24 juin 2025, la DNCG confirme la rétrogradation du club en Ligue 2. À la suite de cette décision, John Textor démissionne de ses fonctions de président et du conseil d'administration de l'Olympique lyonnais le 30 juin 2025. 
Même s'il reste l'actionnaire majoritaire d'Eagle Football Group, Michele Kang prend sa succession en tant que PDG.

#### Présidence du Racing White Daring Molenbeek
En juin 2025, John Textor décide de renommer et de changer le logo du club historique belge Racing White Daring Molenbeek en « Daring Brussels », invoquant comme seule justification la nécessité de rendre le club plus facilement identifiable à la ville de Bruxelles Ce changement soudain a suscité de vives réactions au sein de la communauté des supporters qui déplorent l’absence de dialogue et la rupture avec l’identité historique du club.
Dans un communiqué publié à la suite de l’annonce du changement de nom et de logo, un collectif de supporters du RWDM a exprimé sa profonde indignation face à ce qu’il considère comme une décision unilatérale imposée sans consultation ni dialogue préalable. Selon le collectif, les supporters ont été relégués au rang de simples spectateurs de choix opérés par des propriétaires qui, selon eux, méconnaissent l’identité du club, la spécificité de sa communauté et l’engagement émotionnel de ceux qui s’y investissent bénévolement. Le groupe affirme que « les supporters ne sont pas une vache à lait, ni un décor servant à valider des décisions prises en coulisses », rappelant que, selon eux, « les supporters sont l’âme d'un club ».
Dans une lettre adressée à la direction, au groupe Eagle Football (propriétaire du club) et à son dirigeant américain John Textor, ainsi qu’à « tous les amateurs de football en Belgique et au-delà », le collectif appelle à « ne pas toucher aux quatre lettres magiques » du RWDM. L’appellation « Daring Brussels » n’a pas convaincu les supporters comme en témoigne une pétition en ligne ayant recueilli plus de 2 000 signatures en 24h, parmi lesquelles figurent plusieurs figures emblématiques du football belge, telles que Franky Vander Elst, Johan Boskamp, Hugo Broos, Anthony Sadin, etc...
Des tensions ont émergé entre le club et la commune de Molenbeek-Saint-Jean, à la suite d’une décision controversée de la direction du club visant à minimiser, voire supprimer, toute référence explicite à Molenbeek dans son identité. Le collège des bourgmestre et échevins a réagi par un communiqué officiel exprimant sa profonde désapprobation. Il y est indiqué que cette initiative, présentée par le club comme une stratégie d’image, constitue une rupture inacceptable du lien historique, symbolique et affectif entre le club et la commune.
Les autorités communales ont rappelé que le club est contractuellement tenu de valoriser l’image de Molenbeek et que cette volonté de dissociation représente une atteinte à la réputation de la commune. Le collège a également qualifié cette démarche d’insulte aux habitants, aux supporters fidèles et à l’histoire commune du club avec son territoire. Face à cette situation, la commune a annoncé se réserver le droit de prendre toute mesure nécessaire pour faire respecter ses engagements, y compris la résiliation de la convention d’occupation du stade Edmond Machtens.